# Großer Knallstein
Großer Knallstein – szczyt w grupie Schladminger Tauern, w Niskich Taurach. Leży w Austrii, w Styrii. Na szczyt można wejść z miejscowości St. Nikolai im Sölktal (1127 m), przez schronisko Kaltherberghütte (1608 m). Na zachód od szczytu leży Große Kesselspitze, a na północny zachód Spateck.